# Hang Seng Index

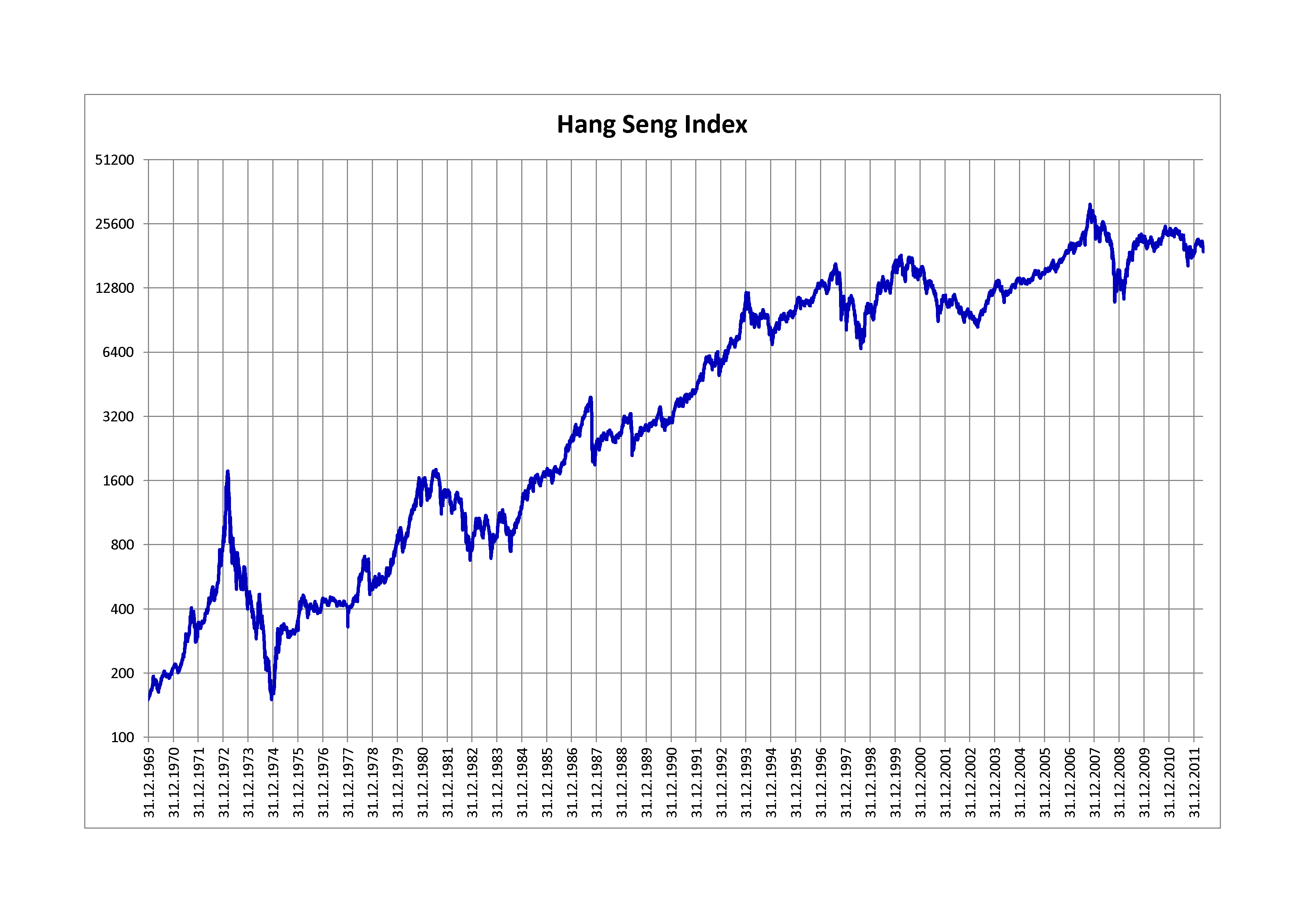
El Hang Seng Index de diciembre de 1969 a mayo de 2012 (tanques diarios).

Hang Seng Index (abreviado: HSI) es el principal índice bursátil de la bolsa de Hong Kong (Hong Kong Stock Exchange o HKEX). Es usado para analizar la evolución y dejar registro diariamente de los cambios de las más grandes compañías de Hong Kong en el mercado de acciones. Consiste en 33 compañías representando el 65% de dicha bolsa.
Sus valores ponderan por el criterio de capitalización. Para formar parte del índice el valor debe estar dentro del 90% de empresas con mayor capitalización y volumen y haber cotizado en la Bolsa de Hong Kong durante más de 24 meses. Fue creado el 24 de noviembre de 1969 por el Hang Seng Bank (Banco de Hang Seng).
|                      | Hang Seng Index (HSI) |
| -------------------- | --------------------- |
| Bolsa:               | HKFE                  |
| Sector:              | Index                 |
| Tamaño de garrapata: | 0.05                  |
| BPV:                 | 50                    |
| Denominación:        | HKD                   |

## Composición
El 2 de enero de 1985 se establecieron cuatro subíndices para hacer el índice más claro y clasificar los componentes en cuatro sectores económicos distintos. Hay 82 empresas que constituyen el Hang Seng Index. En febrero de 2024 eran:
| Ticker     | Nombre                                                | Subíndice           |
| ---------- | ----------------------------------------------------- | ------------------- |
| SEHK: 5    | HSBC Holdings plc                                     | Finance             |
| SEHK: 11   | Hang Seng Bank Ltd                                    | Finance             |
| SEHK: 388  | HKEx Limited                                          | Finance             |
| SEHK: 939  | China Construction Bank                               | Finance             |
| SEHK: 1299 | AIA Group Limited                                     | Finance             |
| SEHK: 1398 | Industrial and Commercial Bank of China               | Finance             |
| SEHK: 2318 | Ping An Insurance                                     | Finance             |
| SEHK: 2388 | BOC Hong Kong (Holdings) Ltd                          | Finance             |
| SEHK: 2628 | China Life                                            | Finance             |
| SEHK: 3968 | China Merchants Bank                                  | Finance             |
| SEHK: 3988 | Bank of China Ltd                                     | Finance             |
| SEHK: 2    | CLP Holdings Limited                                  | Utilities           |
| SEHK: 3    | Hong Kong and China Gas Company Limited               | Utilities           |
| SEHK: 6    | Power Assets Holdings Limited                         | Utilities           |
| SEHK: 836  | China Resources Power                                 | Utilities           |
| SEHK: 1038 | Cheung Kong Infrastructure Holdings Limited           | Utilities           |
| SEHK: 2688 | ENN Energy                                            | Utilities           |
| SEHK: 12   | Henderson Land Development Company Limited            | Properties          |
| SEHK: 16   | Sun Hung Kai Properties Limited                       | Properties          |
| SEHK: 17   | New World Development Company Limited                 | Properties          |
| SEHK: 101  | Hang Lung Properties Limited                          | Properties          |
| SEHK: 688  | China Overseas Land & Investment Limited              | Properties          |
| SEHK: 823  | Link REIT                                             | Properties          |
| SEHK: 960  | Longfor Properties                                    | Properties          |
| SEHK: 1109 | China Resources Land Limited                          | Properties          |
| SEHK: 1113 | CK Asset Holdings                                     | Properties          |
| SEHK: 1209 | China Resources Mixc Lifestyle                        | Properties          |
| SEHK: 1997 | Wharf Real Estate Investment Company Limited          | Properties          |
| SEHK: 6098 | Country Garden                                        | Properties          |
| SEHK: 1    | CK Hutchison Holdings Limited                         | Commerce & Industry |
| SEHK: 27   | Galaxy Entertainment Group Ltd.                       | Commerce & Industry |
| SEHK: 66   | MTR Corporation Ltd                                   | Commerce & Industry |
| SEHK: 175  | Geely Auto                                            | Commerce & Industry |
| SEHK: 241  | Alibaba Health Information Technology                 | Commerce & Industry |
| SEHK: 267  | CITIC Limited                                         | Commerce & Industry |
| SEHK: 288  | WH Group                                              | Commerce & Industry |
| SEHK: 291  | China Resources Beer                                  | Commerce & Industry |
| SEHK: 316  | Orient Overseas (International) Limited               | Commerce & Industry |
| SEHK: 322  | Tingyi                                                | Commerce & Industry |
| SEHK: 386  | Sinopec Corp                                          | Commerce & Industry |
| SEHK: 669  | Techtronic Industries                                 | Commerce & Industry |
| SEHK: 700  | Tencent Holdings Limited                              | Commerce & Industry |
| SEHK: 762  | China Unicom                                          | Commerce & Industry |
| SEHK: 857  | PetroChina Company Limited                            | Commerce & Industry |
| SEHK: 868  | Xinyi Glass                                           | Commerce & Industry |
| SEHK: 881  | Zhongsheng Group                                      | Commerce & Industry |
| SEHK: 883  | CNOOC Limited                                         | Commerce & Industry |
| SEHK: 941  | China Mobile Ltd                                      | Commerce & Industry |
| SEHK: 968  | Xinyi Solar                                           | Commerce & Industry |
| SEHK: 981  | Semiconductor Manufacturing International Corporation | Commerce & Industry |
| SEHK: 992  | Lenovo                                                | Commerce & Industry |
| SEHK: 1044 | Hengan International Group Co. Ltd                    | Commerce & Industry |
| SEHK: 1088 | China Shenhua Energy                                  | Commerce & Industry |
| SEHK: 1093 | CSPC Pharmaceutical Group                             | Commerce & Industry |
| SEHK: 1099 | Sinopharm Group                                       | Commerce & Industry |
| SEHK: 1177 | Sino Biopharm                                         | Commerce & Industry |
| SEHK: 1211 | BYD Company                                           | Commerce & Industry |
| SEHK: 1378 | China Hongqiao Group                                  | Commerce & Industry |
| SEHK: 1810 | Xiaomi                                                | Commerce & Industry |
| SEHK: 1876 | Budweiser Brewing Company APAC                        | Commerce & Industry |
| SEHK: 1928 | Sands China                                           | Commerce & Industry |
| SEHK: 1929 | Chow Tai Fook                                         | Commerce & Industry |
| SEHK: 2015 | Li Auto                                               | Commerce & Industry |
| SEHK: 2020 | Anta Sports                                           | Commerce & Industry |
| SEHK: 2269 | WuXi Biologics                                        | Commerce & Industry |
| SEHK: 2313 | Shenzhou International                                | Commerce & Industry |
| SEHK: 2319 | Mengniu Dairy                                         | Commerce & Industry |
| SEHK: 2331 | Li-Ning                                               | Commerce & Industry |
| SEHK: 2359 | WuXi AppTec                                           | Commerce & Industry |
| SEHK: 2382 | Sunny Optical                                         | Commerce & Industry |
| SEHK: 2899 | Zijin Mining                                          | Commerce & Industry |
| SEHK: 3690 | Meituan                                               | Commerce & Industry |
| SEHK: 3692 | Hansoh Pharmaceutical Group                           | Commerce & Industry |
| SEHK: 6618 | JD Health                                             | Commerce & Industry |
| SEHK: 6690 | Haier                                                 | Commerce & Industry |
| SEHK: 6862 | Haidilao                                              | Commerce & Industry |
| SEHK: 9618 | JD.com                                                | Commerce & Industry |
| SEHK: 9633 | Nongfu Spring                                         | Commerce & Industry |
| SEHK: 9888 | Baidu                                                 | Commerce & Industry |
| SEHK: 9961 | Trip.com Group                                        | Commerce & Industry |
| SEHK: 9988 | Alibaba Group                                         | Commerce & Industry |
| SEHK: 9999 | NetEase                                               | Commerce & Industry |

El Hang Seng Composite Index Series (恒生 综合 指数) fue lanzado el 3 de octubre de 2001, dirigido a proporcionar un criterio amplio de la evolución del mercado de valores de Hong Kong. Fue renovado por última vez el 8 de marzo de 2010, y consta de 307 componentes. La capitalización de mercado de estas compañías alcanza entorno del 95% del total de los valores cotizados en la bolsa de Hong Kong.
Para asegurar la imparcialidad de las operaciones, Hang Seng Indexes Company Limited ha establecido un comité independiente para analizar la evolución de las acciones emitidas.